# Bosporus (zeestraat)
De Bosporus (Turks: Boğaziçi, Karadeniz Boğazi) is een zeestraat in Turkije die de Zee van Marmara verbindt met de Zwarte Zee. Aan weerszijden van het zuiden van de zeestraat ligt de stad Istanboel. Op zijn smalst meet de Bosporus 698 meter. De lengte bedraagt 32 kilometer. De diepte varieert van 36 tot 124 meter.
In ruime zin wordt de hele verbinding tussen de Middellandse Zee en de Zwarte Zee wel Bosporus genoemd. Dat is inclusief de Zee van Marmara en de Dardanellen. De totale afstand tussen beide zeeën is 164 zeemijl ofwel circa 304 kilometer.
Het gebied aan de westkant van de Bosporus ligt in Europa, de oostelijke kant in Azië. Daardoor heeft de Bosporus een symbolische betekenis.

## Etymologie
De naam Bosporus komt uit het Grieks (Βόσπορος) en duidt op een plaats waar een koe het water oversteekt. De naam is ontstaan door de mythe die vertelt dat het Griekse meisje Io in de gedaante van een koe deze zeestraat overstak. De plaatsnamen Coevorden, Ochsenfurt en Oxford betekenen hetzelfde, maar daar gaat het om echte runderen. De huidige Bosporus is te breed en te diep om het mogelijk te maken dat een rund de oversteek maakt.
Men sprak vroeger wel van Thracische Bosporus om onderscheid te maken met de Straat van Kertsj, die toen Kimmerische Bosporus werd genoemd. In de Griekse mythologie was de Bosporus bekend als 'de zwarte rotsen' waar Jason met zijn Argonauten door moest varen.
Een andere verklaring voor de naam Bosporus is te vinden in Dictionnaire des noms de lieux van Louis Deroy en Marianne Mulon. Dit boek herkent in de naam het Griekse woord buzo (ook te vinden in Byzantium) dat 'samendrukken' betekent. De oevers leken de zee samen te persen.

## Geschiedenis

### Ontstaan
De Bosporus is ontstaan door de overstroming van de Zwarte Zee na de ijstijd.
Tijdens de laatste ijstijd was de Zwarte Zee een enorm zoetwatermeer en was er geen verbinding met de Middellandse Zee. Na de ijstijd is deze verbinding via de Bosporus hersteld. Over het hoe en wanneer dit gebeurd is, bestaan verschillende theorieën.

### Oudste beschavingen
De Bosporus heeft altijd een grote commerciële en strategische betekenis gehad. De Griekse stadstaat Athene was bijvoorbeeld in de 5e eeuw voor Christus afhankelijk van graanimporten uit Scythia, het gebied van de Scythen. Daarom onderhield Athene nauwe banden met steden die de Bosporus beheersten, waaronder Byzantium (het latere Istanboel).

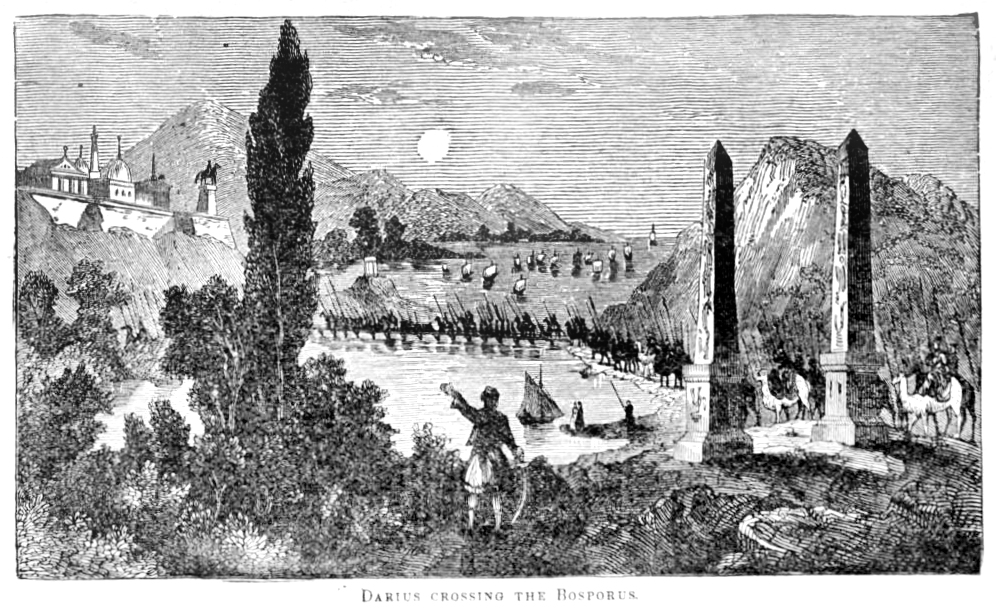
De botenbrug, gebouwd door Darius' architect Mandrokeon.

De Perzische koning Darius I stak de Bosporus over, in een poging om de Scythische ruiters te onderwerpen, en trok verder naar de Donau. Darius stak de zeestraat over met een brug die bestond uit onderling verbonden boten, vermoedelijk op een van de engste punten van de Bosphorus, waar thans de Anadoluhisarı en Rumelihisarı staan. Later construeerde ook Xerxes I een soortgelijke brug over de Dardanellen.

### Byzantijnse tijd
De strategische betekenis van de Bosporus was een van de factoren bij het besluit van de Romeinse keizer Constantijn om hier zijn nieuwe hoofdstad, Constantinopel, te bouwen in 330 na Christus.
In voorbereiding op het beleg van de stad en daarbij de Bosphorus te controleren, bouwden de Ottomaanse Turken fortificaties aan elke zijde van de zeestraat, Anadoluhisarı (1393) en Rumelihisarı (1451).

### Ottomaanse tijd
Op 29 mei 1453 werd Constantinopel door het Ottomaanse Rijk veroverd. 
In de 16e tot de 18e eeuw gebruikte het Ottomaanse Rijk de Bosporus om hun macht uit te breiden. Hun ambitie was om volledige controle te verwerven over de Zwarte Zee, die zij zagen als een 'Ottomaanse zee'. Deze opeising was een van de aanleidingen voor de Russisch-Turkse Oorlog in de 19e eeuw.
Vijandigheden bij de Bosporus hebben sindsdien plaatsgevonden tijdens de Russisch-Turkse Oorlog (1877-1878), en tijdens de aanval van de geallieerden op Turkije tijdens de Gallipoliveldtocht in 1915. Tijdens de Eerste Wereldoorlog koos het Ottomaanse Rijk immers de kant van de centralen samen met Duitsland en Oostenrijk-Hongarije.

### 20e eeuw-heden
Bij het vredesverdrag van Sèvres werd de hele zeestraat met de beide oevers tot internationaal territorium verklaard en onder toezicht van de Volkenbond geplaatst. Het gezag kwam in handen van een internationale commissie, waarin alle grote mogendheden waren vertegenwoordigd, evenals Griekenland en de landen aan de Zwarte Zee. Turkije kreeg pas een vertegenwoordiger in de commissie toen het in 1932 tot de Volkenbond werd toegelaten. In 1936 werd het Verdrag van Montreux gesloten, waarbij Turkije de soevereiniteit over het gebied terugkreeg in ruil voor een gegarandeerde vrije doorvaart.
Tijdens de Tweede Wereldoorlog was Turkije neutraal. De Dardanellen werden gesloten voor schepen die aan het conflict meededen. Jozef Stalin eiste echter op verschillende momenten een concessie om militaire bases te kunnen bouwen. Dit was een van de aanleidingen voor Turkije om uiteindelijk een kant te kiezen en nazi-Duitsland de oorlog te verklaren in februari 1945.
Sindsdien is de Bosporus nog steeds van strategisch belang, vooral voor het transport van Russische olie, die vanuit de haven van onder andere Novorossiejsk, wordt geëxporteerd naar West-Europa en de VS.

## Bruggen en tunnels
Er zijn drie bruggen over de Bosporus: de 1590 m lange Bosporusbrug uit 1973, de 1510 m lange Fatih Sultan Mehmetbrug uit 1988 en de 2164 m lange Yavuz Sultan Selimbrug uit 2016.
Tussen mei 2004 en oktober 2013 is een spoortunnel gebouwd, de Marmaray, die het Europese en het Aziatische deel van de stad Istanboel met elkaar verbindt. De totale lengte van de tunnel bedraagt 13,7 km, waarvan 1,4 km onder water ligt. Om de drukbevaren scheepvaartroute niet te belemmeren, ligt de tunnel op een diepte van minimaal 55 meter.
Na 2009 werd naast een spoortunnel eveneens gebouwd aan een autotunnel onder de Bosporus: een consortium van het Turkse Yapi Merkezi en de Zuid-Koreaanse bedrijven Samwhan Corporation en Hanshin maakten op 1 oktober 2009 bekend op zoek te zijn naar financiers voor het project. De Euraziëtunnel ging op 22 december 2016 open voor verkeer.

## Scheepvaartverkeer
Het vrije scheepvaartverkeer door de Bosporus (inclusief de Zee van Marmara en de Dardanellen) is steeds van groot belang geweest voor de grote mogendheden, met name voor Rusland, dat slechts weinig toegang heeft tot de wereldzeeën. De Bosporus is zelfs de enige route die het gehele jaar toegankelijk is. De noordelijke routes zijn immers in de winter bevroren.
Hoewel de Bosporus tot het Turkse territorium behoort, is internationaal overeengekomen dat onschuldige doorvaart voor alle mogendheden geoorloofd is. Het verdrag waarin dit vastgelegd is, het verdrag van Montreux werd in 1936 getekend door, onder andere, de regeringen van Turkije, de Sovjet-Unie, Roemenië, Verenigd Koninkrijk, Frankrijk en Japan. De Verenigde Staten hebben dit verdrag niet ondertekend. De vrije doorvaart van niet-militaire schepen werd gegarandeerd, tenzij Turkije in oorlog was met de landen onder welke vlag het schip voer. Aan marineschepen werden wel beperkingen opgelegd. Hierbij moet worden opgemerkt dat Turkije lid is van de NAVO, vanouds een vijand van Rusland.
In 1938 voeren ongeveer 4500 schepen door de Bosporus met een totale lading van 7,5 miljoen ton. Het scheepsverkeer is sindsdien sterk toegenomen; in 2005 waren het er bijna 55.000 met ruim 140 miljoen ton lading. Het aandeel van de schepen met een gevaarlijke lading werd op 10.000 berekend. Veel Russische aardolie wordt geëxporteerd in tankers via deze smalle zeeroute. De Turkse regering heeft de plicht de schepen door te laten, maar kan veiligheidseisen stellen zoals het gebruik van een loods en de beperking opleggen dat grote schepen alleen in daglicht mogen varen door de zeestraten en de Zee van Marmara. Om de drukke scheepvaartroute te ontlasten werd in 2011 een plan bekendgemaakt om het Istanbulkanaal aan te leggen. De aanleg hiervan wordt echter nog slechts voorbereid.

## Natuur
Ondanks het vele verkeer over de Bosporus is er een rijk waterleven en zijn er dolfijnen te zien. Op het punt waar de Bosporus in de Zwarte Zee uitkomt, ligt een belangrijke trekroute voor ooievaars die hier langs van Afrika naar Europa vliegen. Om tegen te gaan dat te veel waterstofsulfide de Zwarte Zee tot een dode zee maakt, overweegt Turkije een megasluis te bouwen.